# Calcare di Moltrasio
Il calcare di Moltrasio è una formazione di origini giurassiche (più precisamente liassiche, con la maggior parte dei sedimenti di età sinemuriana, soprattutto in zona Bucklandi, o poco più recenti), fanno parte della famiglia dei calcari selciferi. Il nome di questo calcare deriva da Moltrasio, paese della provincia di Como.

## Caratteristiche
(Anton Gioseffo Della Torre di Rezzonico, op. cit, p. 93)
Questo calcare ha una colorazione grigio-scuro con patine di color nocciola, in esso sono presenti strati interni marnoso-argillosi di spessore variabile, questo è composto in parte di silice sotto forma di cemento.
La roccia a livello stratigrafico ha uno spessore che può variare da pochi centimetri fino a superare 50 centimetri e può essere lineare o ondulata, in alcuni punti i strati sono irregolari che danno una morfologia a becco di flauto, questa roccia può dare informazioni riguardo alle sue variazioni litologiche dovute a condizioni paleogeografiche di sedimentazione.
Raro (ma non rarissimo) trovare dentro il sasso di Moltrasio dei fossili, per lo più ammoniti anche di grosse dimensioni) in alcuni strati (segnalati ma non descritti scientificamente anche rostri di ittiosauro). All'interno della formazione a sasso di Moltrasio della provincia di Como, nel comune di Osteno, si trova un limitato fenomeno di sedimentazione particolarmente propizio per la fossilizzazione, anche delle parti molli, una lente di circa 4 metri di potenza di micrite massiva, circondata da orizzonti marnosi apparentemente non fossiliferi. Si tratta di uno dei più importanti siti paleontologici del mondo, soprattutto per l'abbondanza di crostacei e molluschi cefalopodi.

### Esplicative
1. ↑  
«A duecento metri dalla Passalacqua incominciano le cave di pietra, che s'accostano all'azzurrognolo, donde si tagliano le pietre per le costruzioni di Como e di tutto il Lario; e, quantunque queste si cavino anche in altri luoghi, presero il nome dal villaggio di Moltrasio, dove le case esistono in maggior numero.»
(Anton Gioseffo Della Torre di Rezzonico, op. cit, p. 93)

### Bibliografiche
1. ↑   Moltrasio rinuncia al suo sasso, su laprovinciadicomo.it. URL consultato il 26 marzo 2020.